# Incidente de empurrões da polícia de Buffalo
O Incidente de empurrões da polícia de Buffalo se refere a um episódio de violência policial, ocorrido em 4 de junho de 2020, em meio aos protestos de George Floyd no estado de Nova York, policiais do Departamento de Polícia de Buffalo empurraram Martin Gugino, de 75 anos, durante um confronto na Niagara Square de Buffalo, fazendo-o cair no chão o que deixou ele sangrando no ouvido.  Gugino ficou gravemente ferido, sofrendo uma lesão cerebral, e ainda não conseguia andar quase duas semanas depois.  Ele foi hospitalizado por quase quatro semanas. 
Dois policiais de Buffalo foram acusados de agressão criminosa em conexão com o incidente; eles se declararam inocentes.  O governador Andrew Cuomo e o senador Chuck Schumer condenaram a conduta policial no incidente.  O presidente Donald Trump espalhou teorias de conspiração falsas e infundadas sobre Gugino em sua resposta ao incidente no Twitter.  Em 11 de fevereiro de 2021, o promotor distrital do condado de Erie, John Flynn, anunciou que um grande júri rejeitou as acusações contra os oficiais.

## Antecedentes

### Martin Gugino
Martin Gugino, nascido em 15 de outubro de 1944, é um ativista pela paz americano associado ao Movimento dos Trabalhadores Católicos .  Ele trabalhou com o Western New York Peace Center após sua aposentadoria e também se interessou por outras questões políticas, como a Baía de Guantánamo e as mudanças climáticas . Ele é natural de Buffalo, mas trabalhou mais tarde em Cleveland como técnico de informática. Ele reside em Amherst, um subúrbio de Buffalo.

## O Crime
Durante os protestos de George Floyd no estado de Nova York, o prefeito de Buffalo, Byron Brown, instituiu toque de recolher diário na cidade a partir das 20h até às 5h00. Pouco depois do início do toque de recolher em 4 de junho, oficiais do Departamento de Polícia de Buffalo e policiais do estado de Nova York varreram a Niagara Square, onde um protesto estava diminuindo.  Os oficiais estavam equipados com cassetetes, capacetes e coletes à prova de balas. Ao avançarem para limpar a área em linha, foram abordados por Gugino.
O encontro durou seis segundos e foi filmado.  Gugino, que segurava um capacete e um telefone, abordou os policiais Robert McCabe e Aaron Torgalski.  Gugino aparece conversando com os policiais enquanto gesticula.  Inicialmente, McCabe hesita.  Alguns oficiais gritam "Mova-se" e "Empurre-o para trás! Empurre-o para trás!"  McCabe empurrou Gugino com seu bastão, enquanto Torgalski usou sua mão direita para empurrar Gugino.  Um terceiro oficial, John Losi, também empurrou McCabe, possivelmente ampliando a força do empurrão de McCabe sobre Gugino. Após ser empurrado, Gugino cambaleou para trás e caiu, batendo a nuca na calçada.
Após a queda, Gugino permaneceu imóvel na calçada, sangrando na cabeça.  McCabe tentou verificar Gugino, mas Losi o impediu de fazê-lo, persuadindo McCabe a continuar em movimento. Mais de uma dúzia de oficiais de Buffalo passaram por Gugino.  Dois médicos da Polícia do Estado de Nova York ajudaram Gugino.

## Resultado
Gugino foi levado para um hospital em estado grave, onde foi tratado por uma concussão e laceração.  Ele foi inicialmente tratado na unidade de terapia intensiva ; a partir de 9 de junho, ele foi transferido para uma unidade hospitalar regular e foi relatado em condição "razoável".  Em 15 de junho, o advogado de Gugino disse que Gugino tinha fraturado o crânio e não conseguia andar.  Após quase quatro semanas, em 30 de junho, ele recebeu alta do hospital. Segundo seu advogado, Gugino continuaria a reabilitação e, a essa altura, poderia "andar com uma ajudinha".

## Resposta

### Resposta pública
O incidente foi filmado por um membro da equipe de notícias da WBFO .  WBFO carregou o vídeo do incidente no Twitter às 21h13 do dia 4 de junho. A filmagem se tornou um vídeo viral, acumulando mais de 70 milhões de visualizações internacionalmente. 
O incidente gerou indignação pública.  A União das Liberdades Civis de Nova York descreveu o incidente como "crueldade casual" e pediu aos funcionários de Buffalo que "abordassem seriamente a violência policial durante o protesto desta semana e a cultura de impunidade que levou a este incidente".
Algumas postagens do Facebook afirmaram sem evidências que o incidente foi encenado; essas postagens foram rotuladas como falsas pelo Facebook e pelo PolitiFact.

### Reações iniciais de autoridades locais e estaduais
O governador Andrew Cuomo e o senador Chuck Schumer condenaram o incidente nas redes sociais.  O promotor distrital do condado de Erie, John J. Flynn, disse que os policiais "passaram dos limites".  Cuomo perguntou por que as ações dos policiais eram necessárias, descreveu seu comportamento como "apenas fundamentalmente ofensivo e assustador",  e disse que a cidade de Buffalo deveria considerar demiti-los  e realizar uma investigação criminal.  Em uma declaração que o advogado de Gugino transmitiu à CNN em 15 de junho, Gugino disse que apreciava a preocupação, mas acrescentou: "Há muitas outras coisas em que pensar além de mim".
Depois de ver o vídeo do incidente, o prefeito de Buffalo, Byron Brown, disse que estava "profundamente perturbado" com isso. Ele também disse que o incidente foi "desanimador", porque nos dias anteriores os protestos foram "pacíficos", enquanto ele, a polícia e a comunidade realizavam reuniões.  Em 10 de junho, Brown anunciou mudanças iminentes no protocolo da polícia de Buffalo, incluindo a implementação de "tickets de comparecimento" para manifestantes não violentos em vez de prendê-los e a criação de uma "unidade de proteção pública" para substituir a equipe de resposta de emergência, com um ênfase em ser mais adequado para lidar com protestos em grande escala. Ele também disse que o sindicato da polícia estava "errado". O linebacker do New Orleans Saints, Demario Davis, participou desta coletiva de imprensa como parte de uma turnê nacional para ajudar a melhorar a conscientização sobre questões de justiça social, com Davis elogiando os planos de mudança de Brown.
Inicialmente, os meios de comunicação relataram incorretamente que o prefeito Brown chamou Gugino de "agitador" e "grande instigador"; Na verdade, Brown estava se referindo a outro manifestante, não a Gugino. Alguns meios de comunicação publicaram correções em seus sites.

### A polícia de Buffalo e seu sindicato
Em 4 de junho, às 20h50, o departamento de polícia de Buffalo afirmou que "durante [uma] escaramuça envolvendo manifestantes, uma pessoa ficou ferida ao tropeçar e cair"; de acordo com o The Washington Post, um vídeo do incidente mostrou que essa afirmação era falsa.  O departamento de polícia de Buffalo disse mais tarde que policiais que não estavam diretamente envolvidos no incidente deram a descrição de Gugino supostamente ter "tropeçado". 
Em 4 de junho, às 23h05, os dois policiais que empurraram Gugino foram suspensos sem remuneração, com o chefe da polícia de Buffalo ordenando uma investigação do incidente.
O sindicato da polícia de Buffalo, a Associação Benevolente da Polícia de Buffalo, ficou furioso com as suspensões dos dois policiais e retaliou em 5 de junho retirando seu suporte de honorários advocatícios para quaisquer outros oficiais de Buffalo por incidentes relacionados aos protestos. O presidente do sindicato dos policiais afirmou que os policiais suspensos "estavam simplesmente cumprindo ordens " e "simplesmente fazendo seu trabalho", ao mesmo tempo em que disse que a vítima "escorregou".  Todos os 57 policiais da equipe de resposta a emergências do Departamento de Polícia de Buffalo se demitiram da equipe, embora não tenham se demitido do departamento.  De acordo com o presidente do sindicato dos policiais, as renúncias em massa foram uma demonstração de solidariedade aos dois policiais suspensos.No entanto, seu relato foi contestado por dois dos diretores demitidos, que afirmaram ter renunciado por falta de cobertura jurídica. Um desses oficiais disse que "muitos" dos 57 oficiais renunciados não renunciaram para apoiar os dois oficiais suspensos.

### Acusações criminais contra oficiais
Em 6 de junho, os policiais Robert McCabe e Aaron Torgalski foram acusados de agressão em segundo grau, um crime .  Após uma acusação virtual naquele dia, na qual McCabe e Torgalski se declararam inocentes, eles foram libertados sem fiança enquanto aguardavam uma audiência criminal .  O promotor distrital do condado de Erie, John Flynn, anunciou em 11 de fevereiro de 2021 que um grande júri rejeitou as acusações contra os policiais. A audiência do grande júri foi adiada devido à pandemia de COVID-19 . Em 10 de abril de 2022, um árbitro decidiu que os policiais não violaram as diretrizes de uso da força no incidente.

### Resposta do presidente Trump
O presidente Donald Trump espalhou teorias de conspiração infundadas sobre o incidente no Twitter.

Não há evidências de que Gugino era um membro "antifa",  que o incidente foi uma armação,  que Gugino caiu "mais forte do que foi empurrado",  ou que ele estava tentando "escanear" os dispositivos da polícia.  A tecnologia de telefonia móvel não pode "apagar" o equipamento policial da maneira que Trump descreveu.
O governador Cuomo criticou duramente o presidente durante seu briefing diário à imprensa, dizendo que se Trump "alguma vez sentir um momento de decência, ele deveria se desculpar por aquele tuíte. Porque é totalmente inaceitável".  Quando solicitado a comentar o tweet de Trump, Gugino respondeu via texto: " Black Lives Matter ".  O advogado de Gugino descreveu o tuíte de Trump como "obscuro, perigoso e falso". A fonte da história, One America News Network (OANN), é um canal de notícias a cabo de extrema direita .  O jornalista por trás da história da OANN, Kristian Rouz, também trabalha para a Sputnik News, uma agência de notícias russa frequentemente descrita como um canal de propaganda .  Em seu trabalho para a OANN, Rouz espalhou teorias da conspiração e exibiu posições favoráveis ao governo russo.  O próprio Rouz não forneceu nenhuma evidência, apenas se referindo a um relatório do The Conservative Treehouse, um blog de direita. A postagem do blog, escrita por alguém usando o pseudônimo de "Sundance", afirmava sem evidências que Gugino é um "agitador profissional e provocador da Antifa".  Não se sabe quem dirige o blog.  Naquela tarde, o fundador e presidente da OANN, Robert Herring, Sr. twittou para Trump, "não vamos decepcioná-lo como sua fonte de notícias confiáveis!", Prometendo um relatório de acompanhamento.
Em 13 de junho, manifestantes em San Diego, Califórnia, se reuniram em frente à sede da OANN,  onde Herring Sr. desafiou a multidão a provar que a história era falsa.

### Processo
Em 22 de fevereiro de 2021, Martin Gugino entrou com uma ação contra a cidade de Buffalo, os policiais envolvidos (incluindo um policial que não foi acusado), o prefeito Byron Brown e os comissários de polícia Byron Lockwood e Joseph Gramaglia.  O processo alega que vários dos direitos constitucionais de Gugino foram violados, e o processo também deseja responsabilizar a cidade por "ocultar, desculpar e/ou tolerar o uso ilegal da força".